# Diócesis de Theveste
La Sede titular de Theveste es una Diócesis titular católica.

## Historia
Theveste, se corresponde con la actual Tébessa, en Argelia, es una antigua sede episcopal de la provincia romana de Numidia. Actualmente es una sede titular ocupada por John Anthony Dooher, obispo auxiliar de Boston.

## Episcopologio

### Ordinarios
- Lucio (mencionado en 255)
- Romulus (mencionado en 349)
- Urbino (mencionado en 411)
  - Perseveranzio (mencionado en 411) (obispo donatista)
- Felice (mencionado en 484)

### Titulares
- Franz Bernardin Verbeck, O.F.M. Conv. (19 de septiembre de 1746 - diciembre 1756)
- Gabriel Wodzyński (4 de abril de 1759 - 17 de julio de 1763 sucedió al Obispo de Smolensk)
- Kasper Kazimierz Cieciszowski (29 de mayo de 1775 - 7 de agosto de 1784 sucedió al Obispo de Kiev)
- Guglielmo Stagno (29 de enero de 1787 - 1801)
- Roque José Carpegna Díaz, O.P. (31 de marzo de 1801 - 30 de diciembre de 1845)
- Justo Alfonso Aguilar Rueda, O.P. (5 de septiembre de 1848 - 12 de diciembre de 1874)
- Domenico Cocchia, O.F.M. Cap. (8 de agosto de 1884 - 23 de mayo de 1887 nombrado obispo de Ascoli Satriano y Cerignola)
- Jean-Joseph Hirth, M. Afr. (4 de diciembre de 1889 - 6 de enero de 1931)
- Aristides de Araújo Porto (8 de mayo de 1931 - 20 de julio de 1943 sucedió al Obispo de Montes Claros)
- Stephen John Kocisko (20 de julio de 1956 - 6 de julio de 1963 es nombrado Prefecto de Passaic)
- Elías Prado Tello (14 de noviembre de 1963 - 14 de febrero de 2002 )
- Mark Benedict Coleridge (3 de mayo de 2002 - 19 de junio de 2006 nombrado Arzobispo de Canberra-Goulburn)
- John Anthony Dooher (12 de octubre de 2006 - )